# サン・パオロ・ディ・チヴィターテ
サン・パオロ・ディ・チヴィターテ（イタリア語: San Paolo di Civitate）は、イタリア共和国プッリャ州フォッジャ県にある、人口約5,700人の基礎自治体（コムーネ）。

## 地理

### 位置・広がり

#### 隣接コムーネ
隣接するコムーネは以下の通り。
- アプリチェーナ
- レージナ
- ポッジョ・インペリアーレ
- サン・セヴェーロ
- セッラカプリオーラ
- トッレマッジョーレ